# Gelonaetha
Gelonaetha is een kevergeslacht uit de familie van de boktorren (Cerambycidae). De wetenschappelijke naam van het geslacht werd voor het eerst geldig gepubliceerd in 1878 door Thomson.

## Soorten
Gelonaetha omvat de volgende soorten:
- Gelonaetha baia Holzschuh, 1995
- Gelonaetha hirta (Fairmaire, 1850)